# يورج فولكمان
يورج فولكمان (مواليد 25 يناير 1958) هو مبارز بالسيف ألماني غربي، مثّل بلاده في الألعاب الأولمبية الصيفية 1984.

## روابط رياضية
يورج فولكمان على موقع أوليمبيديا (الإنجليزية)